# Ambelia (Zypern)
Ambelia (griechisch Αμπέλια) ist eine Wüstung in der heutigen Gemeinde Pano Pyrgos im Bezirk Nikosia in der Republik Zypern. Sie liegt auf der Tillyria-Halbinsel im Nordwesten der Mittelmeerinsel Zypern, südlich von Pano Pyrgos. Ambelia ist auf der Zypern-Karte von Heinrich Kiepert aus dem Jahre 1878 eingezeichnet.

## Religiöse Entwicklung
Während der britischen Kolonialzeit bekannten sich viele vormals muslimisch registrierte Bewohner von Ambelia offen zur griechisch-orthodoxen Kirche. Sie gehörten zur Gemeinschaft der Linobambaki, die unter osmanischer Herrschaft aus Furcht vor Repressionen ihre christliche Identität verborgen hielten. Eine erhaltene Petition vom 6. Januar 1882 an den britischen Verwalter von Nikosia belegt, dass mehrere Bewohner von Ambelia und dem benachbarten Pano Pyrgos die offizielle Anerkennung ihrer christlichen Identität beantragten, einschließlich der Umbenennung ihrer türkischen Namen in christliche.

## Bevölkerungsentwicklung
Ambelia erlebte in den Jahren zwischen 1881 und 1931 einen drastischen Bevölkerungsrückgang. Bei der ersten Volkszählung auf Zypern im Jahr 1881 lebten dort noch 36 Menschen, davon 21 Frauen und 15 Männer. Bereits zehn Jahre später, 1891, war die Zahl auf nur noch 11 männliche Einwohner gesunken – Frauen wurden keine mehr gezählt. 1901 schrumpfte die Bevölkerung weiter auf 7 Personen (4 Frauen und 3 Männer). Ab 1911 war Ambelia vollständig unbewohnt. Ab der Volkszählung 1931 wurde das Dorf nicht mehr erwähnt. Dies deutet auf eine endgültige Aufgabe des Ortes hin.
Die folgende Tabelle zeigt die Bevölkerung des Dorfes, wie sie in den in Zypern durchgeführten Volkszählungen erfasst wurde.
| Jahr      | 1881 | 1891 | 1901 | 1911 | 1921 |
| --------- | ---- | ---- | ---- | ---- | ---- |
| Einwohner | 36   | 11   | 7    | 0    | 0    |